# L.A. Jail
L.A. Jail è un album dal vivo dell'attore statunitense Richard Pryor, pubblicato nel 1976 dalla Tiger Lily Records.

## Descrizione
L'album venne presumibilmente registrato nel 1974 dal vivo nel locale notturno P.J.'s a West Hollywood, California.

## Tracce
Lato 1
1. Arrested
2. Brick Eight [sic] (errore di stampa: Fight dovrebbe essere il titolo corretto, non Eight)
3. State Park
4. Big Daddy
5. Hair
6. Bathrooms

Lato 2
1. Black Jack
2. Groovy Feelings
3. Funky People
4. Chow Line
5. Judgement Day
6. Chain Gang
7. 2001
8. Farting Smells
9. Pimples
10. Country Singer